# Liste der Monuments historiques in Tortezais
Die Liste der Monuments historiques in Tortezais führt die Monuments historiques in der französischen Gemeinde Tortezais auf.

## Liste der Bauwerke
| Bezeichnung                                             | Beschreibung                       | Standort | Kennzeichnung | Schutzstatus   | Datum     | Bild |
| ------------------------------------------------------- | ---------------------------------- | -------- | ------------- | -------------- | --------- | ---- |
| Château de la Brosse-Raquin (Fotos in der Base Mérimée) | Schloss, erbaut im 13. Jahrhundert | (Lage)   | PA00093316    | Inscrit Classé | 1947 1959 |      |